# Тришестиугольная мозаика
| Тришестиугольная мозаика      | Тришестиугольная мозаика                                              |
| ----------------------------- | --------------------------------------------------------------------- |
|                               |                                                                       |
| Тип                           | полуправильная мозаика                                                |
| Конфигурация вершины          | (3.6)2                                                                |
| Символ Шлефли                 | r{6,3} или {\displaystyle {\begin{Bmatrix}6\\3\end{Bmatrix}}} h2{6,3} |
| Символ Витхоффа               | 2 \| 6 3 3 3 \| 3                                                     |
| Диаграмма Коксетера — Дынкина | · =                                                                   |
| Симметрии                     | p6m, [6,3], (*632)                                                    |
| Симметрии вращения            | p6, [6,3]+, (632) p3, [3[3]]+, (333)                                  |
| Обозначение Бауэрса           | That                                                                  |
| Двойственные соты             | ромбическая мозаика                                                   |
| Свойства                      | вершинно транзитивная рёберно транзитивная                            |

Тришестиугольная мозаика — одна из 11 однородных мозаик на евклидовой плоскости из правильных многоугольников. Мозаика состоит из правильных треугольников и правильных шестиугольников, расположенных так, что каждый шестиугольник окружён треугольниками, и наоборот. Название мозаики вызвано тем фактом, что она комбинирует правильную шестиугольную мозаику и правильную треугольную мозаику. Два шестиугольника и два треугольника чередуются вокруг каждой вершины, а рёбра образуют бесконечную конфигурацию прямых. Двойственная мозаика — ромбическая.
Мозаика и её место в классификации однородных мозаик были приведены Иоганном Кеплером ещё в 1619 в его книге Harmonices Mundi. Узор давно использовался в японском лозоплетении, где он назывался кагомэ. Японский термин для этого узора был позаимствован физиками, где он получил название решётка кагомэ. Узор встречается в кристаллических структурах некоторых минералов. Конвей использовал название hexadeltille (шести-дельта-мозаика), скомбинировав части слов hex-/deltа/tille.

## Кагомэ
Кагомэ (яп. 籠目)

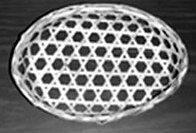
Японская корзина с узором кагомэ

— это традиционный японский узор плетения бамбука. Название состоит из слов каго (корзина) и мэ (глаз), последнее относится к отверстиям в бамбуковой корзине.

Детальный вид плетения кагомэ

Кагомэ представляет собой переплетённую конфигурацию прутьев, образующая узор тришестиугольной мозаики. Плетение даёт кагоме симметрию хиральной группы обоев, группы p6.

## Решётка кагомэ
Термин решётка кагомэ ввёл японский физик, иностранный член РАН Кодзи Фусими. Термин впервые появился в статье 1951, написанной Исиро Сёдзи под руководством Фусими. Решётка кагомэ в этом смысле состоит из вершин и рёбер тришестиугольной мозаики. Вопреки названию, эти пересечения не образуют математическую решётку.
Связанная трёхмерная структура, образованная вершинами и рёбрами четвертькубических сот, заполняющих пространство правильными тетраэдрами и усечёнными тетраэдрами, называется гиперрешёткой кагомэ . Она представляется вершинами и рёбрами четвертькубических сот, заполняющих пространство тетраэдрами и усечёнными тетраэдрами. Структура содержит четыре множества параллельных плоскостей, и каждая плоскость является двумерной решёткой кагомэ. Другое представление в трёхмерном пространстве имеет параллельные уровни двумерных решёток и называется орторомбическая решётка кагомэ. Тришестиугольные призматические соты представляют рёбра и вершины этой решётки.
Некоторые минералы, а именно ярозит и гербертсмитит, содержат двумерные решётки или трёхмерные решётки кагомэ, образованные из атомов в кристаллической структуре. Эти минералы показывают физические свойства, связанные с магнитами с геометрической фрустрацией. Например, распределение спинов магнитных ионов в Co3V2O8 располагается в виде решётки кагомэ и показывает удивительное магнитное поведение при низких температурах. Термин имеет сейчас широкое распространение в научной литературе, особенно в теоретическом изучении магнитных свойств теоретической решётки кагомэ.

## Симметрия

Треугольные 30-60-90 фундаментальные области симметрии p6m (*632)

Тришестиугольная мозаика имеет символ Шлефли r{6,3} и диаграмму Коксетера — Дынкина , символизирующие факт, что мозаика является полноусечённой шестиугольной мозаикой, {6,3}. Её симметрии можно описать группой обоев p6mm, (*632). Мозаика может быть получена построением Витхоффа из фундаментальных областей отражений этой группы. Тришестиугольная мозаика является квазиправильной мозаикой, чередующей два типа многоугольников и имеющей конфигурацию вершины (3.6)2. Мозаика является также однородной мозаикой, одной из восьми, полученных из правильной шестиугольной мозаики.

### Однородные раскраски
Существует две различные однородные раскраски тришестиугольной мозаики. Эти две раскраски, если указать индексы цветов для 4 граней вокруг вершины (3.6.3.6), имеют наборы индексов 1212 и 1232. Вторая раскраска называется скошенной шестиугольной мозаикой, h2{6,3}, с двумя цветами треугольников из симметрии (*333) группы обоев p3m1.
| Симметрия                     | p6m, (*632)                  | p3m, (*333)       |
| ----------------------------- | ---------------------------- | ----------------- |
| Раскраска                     |                              |                   |
| фундаментальная область       |                              |                   |
| символ Витхоффа               | 2 \| 6 3                     | 3 3 \| 3          |
| диаграмма Коксетера — Дынкина | node · 6 · node_1 · 3 · node | =                 |
| символ Шлефли                 | r{6,3}                       | r{3[3]} = h2{6,3} |

## Топологически эквивалентные мозаики
Тришестиугольная мозаика может быть геометрически искривлена в топологически эквивалентные мозаики с меньшей степенью симметрии. В этих вариантах мозаики рёбра не обязательно являются отрезками (могут быть кривыми).
| p3m1, (*333) | p3, (333) | p31m, (3*3) | p31m, (3*3) | p31m, (3*3) |
| ------------ | --------- | ----------- | ----------- | ----------- |
|              |           |             |             |             |

## Связанные квазирегулярные мозаики
Тришестиугольная мозаика присутствует в последовательности симметрий квазирегулярных мозаик с конфигурациями вершин (3.n)2, которая начинается с мозаик на сфере, идёт к евклидовой плоскости и переходит в гипеболическую плоскость. С орбифолдной нотацией симметрии *n32 все эти мозаики создаются построением Витхоффа с фундаментальной областью симметрии и генераторной точкой в вершине области с прямым углом.
| Построение             | Сферическая | Сферическая | Сферическая | Евклидова | Гиперболическая | Гиперболическая | Гиперболическая |
| Построение             | *332        | *432        | *532        | *632      | *732            | *832...         | *∞32            |
| ---------------------- | ----------- | ----------- | ----------- | --------- | --------------- | --------------- | --------------- |
| Квазирегулярные фигуры |             |             |             |           |                 |                 |                 |
| Вершина                | (3.3)2      | (3.4)2      | (3.5)2      | (3.6)2    | (3.7)2          | (3.8)2          | (3.∞)2          |

## Связанные правильные комплексные бесконечноугольники
Существует 2 правильных комплексных бесконечноугольника, имеющие те же вершины, что и тришестиугольная мозаика. Правильные комплексные бесконечноугольники имеют вершины и рёбра, при этом рёбра могут иметь 2 и более вершин. Правильные бесконечноугольники (апейрогоны) p{q}r имеют ограничивающее равенство: 1/p + 2/q + 1/r = 1. Рёбра имеют p вершин, расположенных как у правильного многоугольника, а вершинные фигуры r-угольны.
Первый бесконечноугольник состоит из треугольных рёбер, по два треугольника вокруг каждой вершины, второй имеет шестиугольные рёбра, по два шестиугольника вокруг каждой вершины.
|           |          |
| 3{12}2 or | 6{6}2 or |